# Quarzit

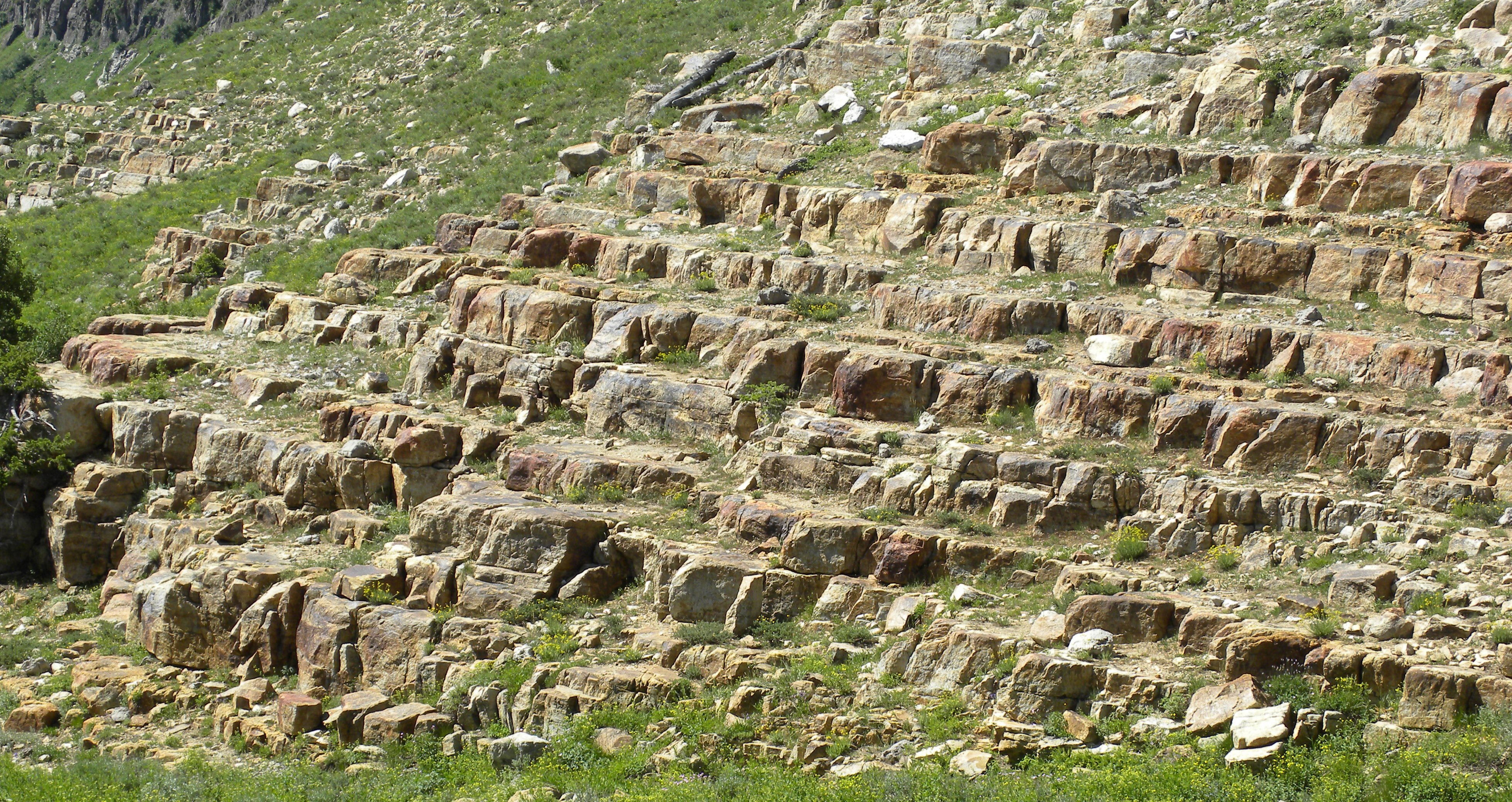
Ordovizischer Quarzit-Aufschluss im Cache County, Utah

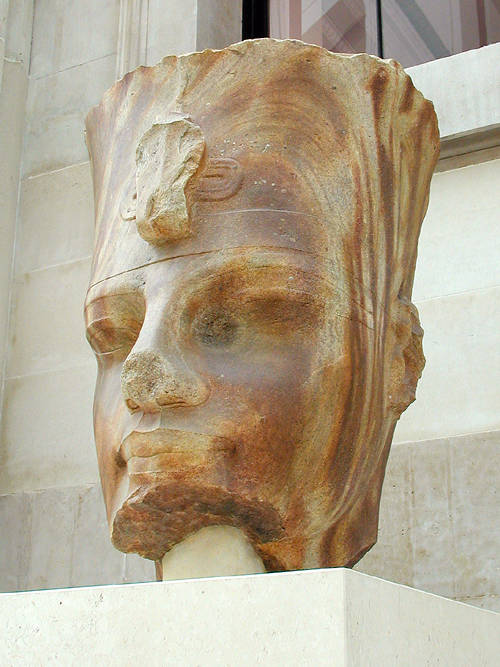
Büste des Amenophis III. aus Quarzit

Quarzite sind fein- bis mittelkörnige metamorphe Gesteine, die mit Quarzgehalten ab 98 Prozent definiert sind. Sie zeichnen sich durch relativ große Beständigkeit gegenüber Umwelteinflüssen aus.
Die Bezeichnung Quarzit wird in vielen Fällen nicht ganz zutreffend auf Sandsteine angewendet, die infolge einer Zementation durch Kieselsäure (Verkieselung) ähnlich hart sind wie echter Quarzit. Ein selten verwendeter Name für diese Kieselgesteine ist Zementquarzit.

## Aussehen und Eigenschaften
Reiner Quarzit besitzt in vielen Fällen eine weißgraue oder weiße Farbe, so etwa der aus Italien stammende Silberquarzit. Gelbe und rote Farben werden durch Beimengungen von Eisenmineralien verursacht. Die häufig vorkommenden gelben Varianten werden durch das oft in den Ursprungsgesteinen vorhandene Mineral Limonit verursacht. Durch Verunreinigungen von Magnetit und Pyrit ist Quarzit manchmal braun oder grau gefärbt, seltener sind Farben wie dunkelgrün oder graublau. Das Mineral Dumortierit oder Kyanit färbt die Quarzite bläulich bis blau.
Quarzit besteht im Wesentlichen aus miteinander verbundenen, rekristallisierten Quarzkörnern, die durch Drucklösung an den Korngrenzen versintert sind. Je nach Metamorphosegrad können zum Teil sehr harte und spröde Gesteine entstehen, bei schwach metamorphen Quarziten kann es jedoch durchaus zu geringer Abrieb- und Frostresistenz kommen. Auch können Sedimentstrukturen des Ursprungsgesteins, wie z. B. Rippelmarken oder Schrägschichtung, erhalten geblieben sein.
Eine seltene Varietät des Quarzits ist der (bedingt durch einen hohen Gehalt an Schichtsilikaten) biegsame Itakolumit oder Gelenkquarz.

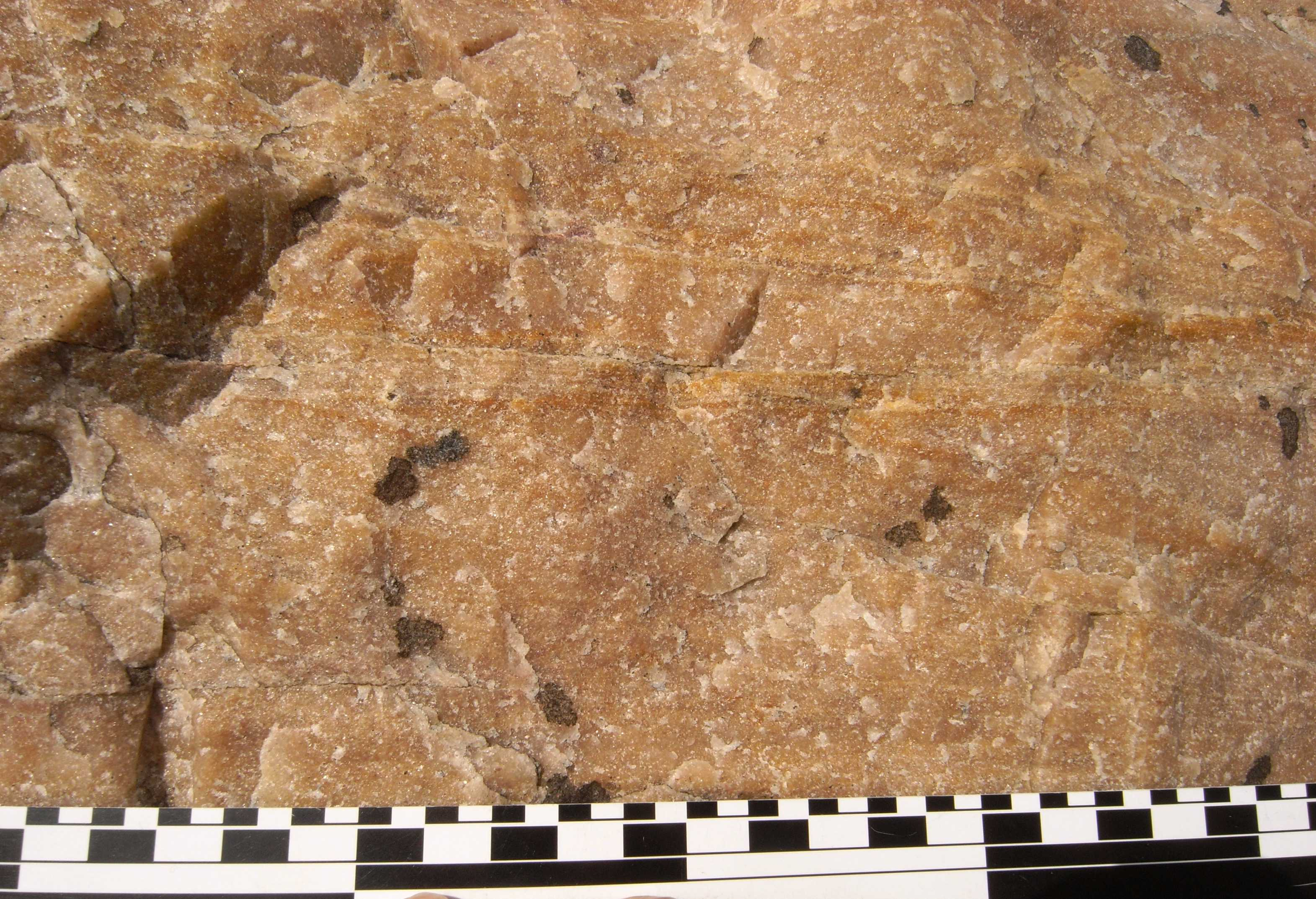
Präkambrischer Quarzit mit Schrägschichtung, nahe Loch Assynt, Nord-Schottland
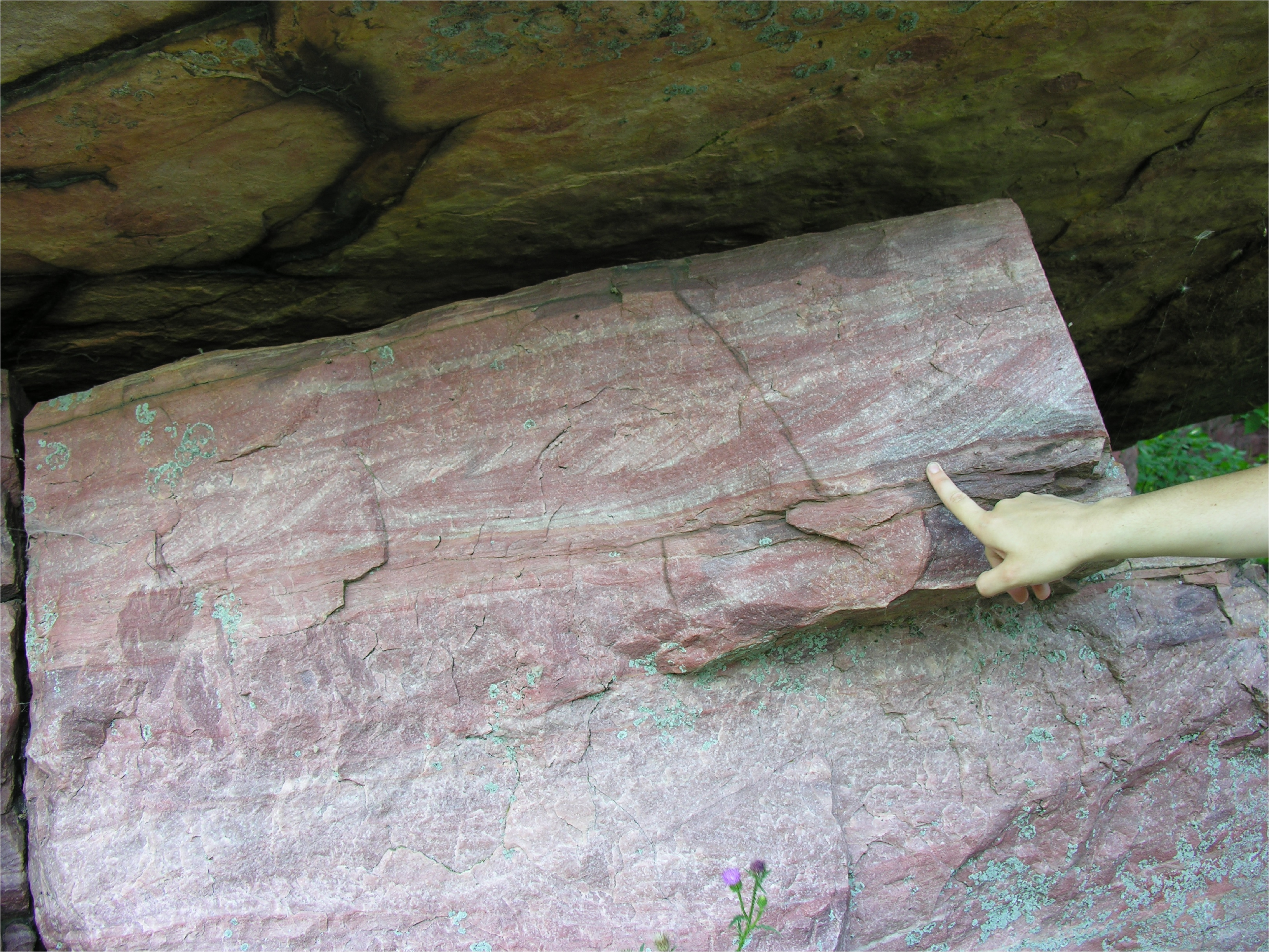
Weiteres Beispiel für Quarzit mit Schrägschichtung, Sioux-Quarzit (Präkambrium), Blue Mound State Park, Minnesota, USA
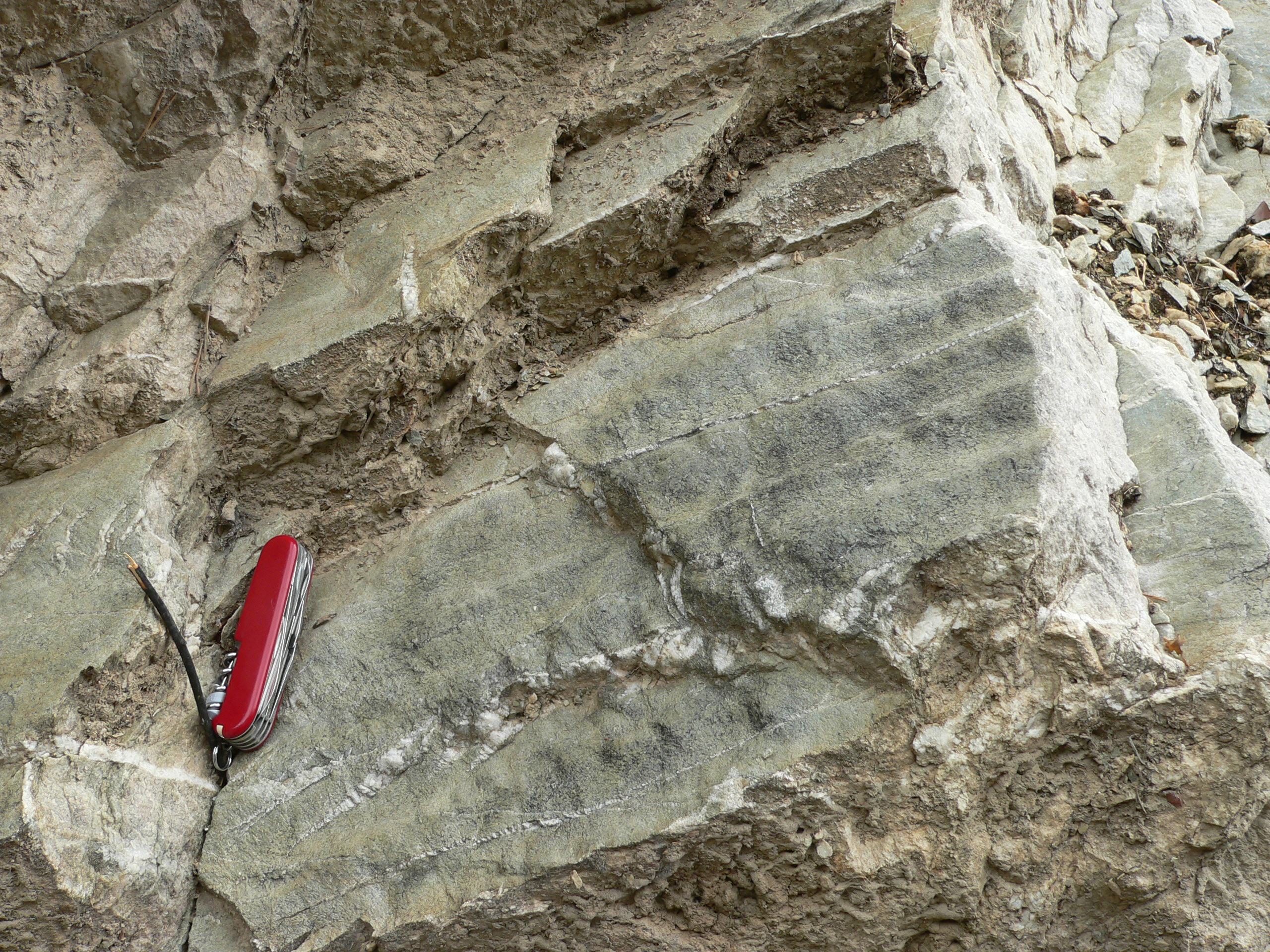
Quarzit mit Rippelmarken, Gorges du Guil in den französischen Alpen
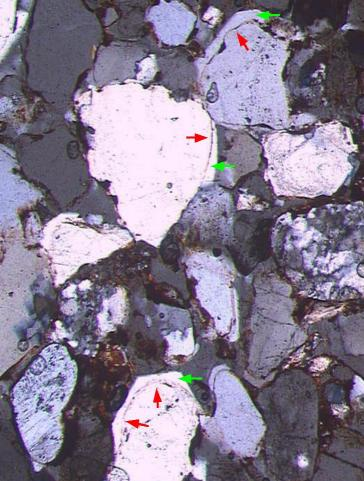
Ehemals detritische Quarzkörner mit Quarzzementen im Dünnschliff

## Entstehung
Quarzit entsteht durch Metamorphose meistens aus Sandstein, aber auch Kieselschiefer, Radiolarite oder Hornstein sind als Ausgangsgestein möglich. Durch eine Kombination von Druck, Temperatur und mechanischer Belastung werden die einzelnen Quarzkörner dabei durch Drucklösung deformiert, und ihr Kristallgitter beginnt, sich neu zu ordnen. Bei dieser Rekristallisation wachsen sie über ihre ursprünglichen Korngrenzen hinaus (siehe das Dünnschliff-Bild der ehemaligen Quarzkörner) und bilden eine dicht vernetzte Struktur. Die ursprünglichen Porenräume und das Sedimentgefüge sind, je nach Grad der Metamorphose, fast vollständig verschwunden. Sind im Ursprungsgestein Tonbestandteile enthalten, entstehen Glimmerminerale, wie silbriger Muskovit oder grünlicher Phengit. Dabei entsteht durch eine ausgerichtete Druckrichtung das lagige Gefüge, das sich aufspalten lässt. Im Ursprungsgestein vorhandene organische Bestandteile (kohlige Anteile) werden unter anderem in Graphit umgewandelt. Die übrigen aus anorganischer Substanz bestehenden Fossilienteile werden „abgebaut“ und sind in echten Quarziten nicht mehr vorhanden. Entsprechend geologischer Forschung beginnt die „quarzitische Metamorphose in einer Versenkungstiefe von 600 Metern und bei über 200 °C“.
Neben der Farbe ist die Spaltbarkeit ein wichtiges Unterscheidungsmerkmal von Quarzitvarianten. Blockquarzit, wie er zum Beispiel in der Nähe von Wasa (Schweden) abgebaut wird, oder der blaue Azul Macaubas aus Brasilien, ist schwer spaltbar. Spaltbare Quarzite entstehen in der Regel durch Regionalmetamorphose: orthogonal zur Druckrichtung bilden sich Glimmer, die hinterher als dünne Trennlagen die Spaltrichtung vorgeben, ein Prozess, wie er ähnlich bei der Bildung von Schiefer abläuft. Die Ablagerungsrichtung ist relevant für die Spaltrichtung und Nutzbarkeit, die Frostbeständigkeit wird dadurch nicht beeinflusst.

## Vorkommen

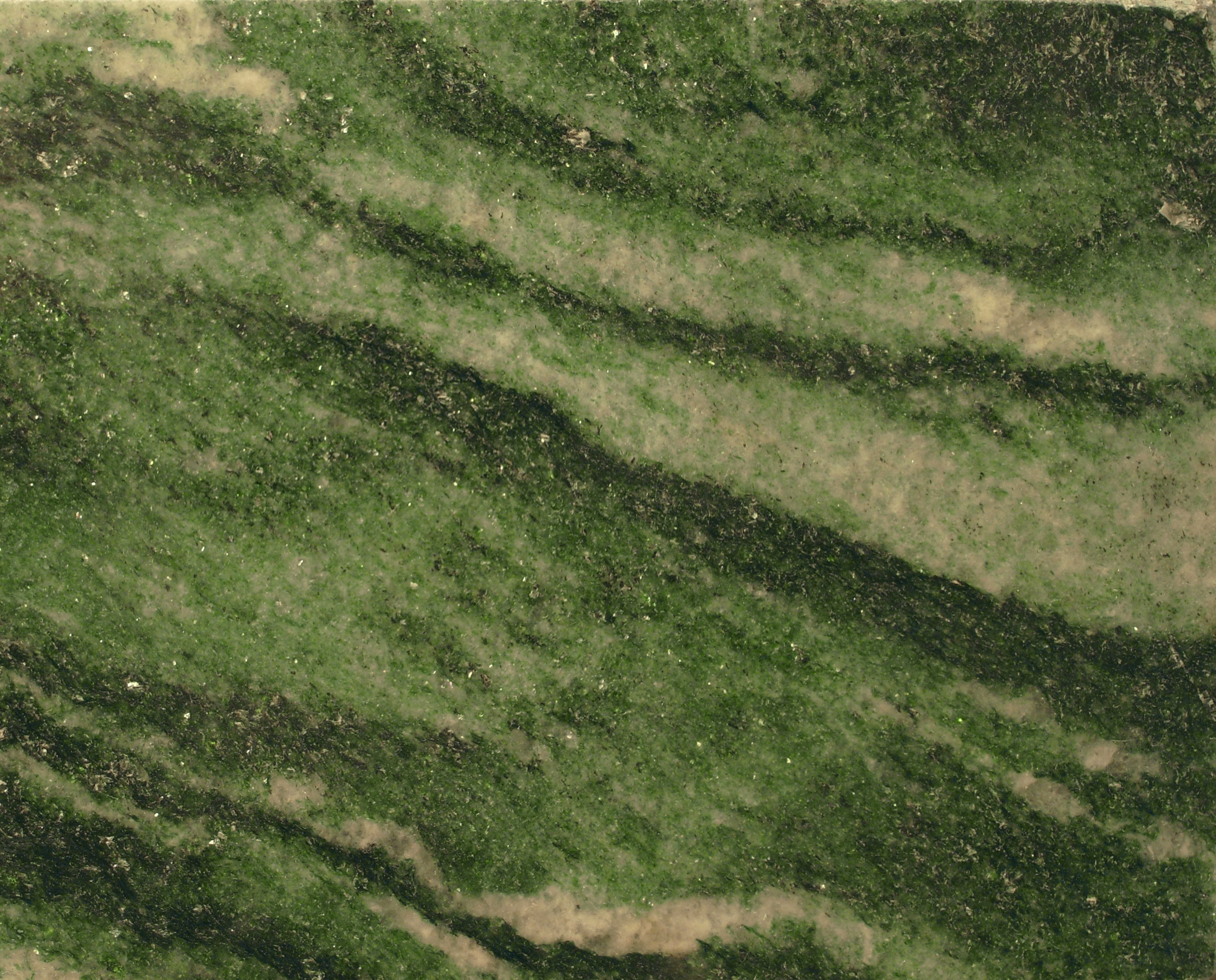
Quarzit Masi mit hohem Gehalt an Fuchsit (Norwegen)

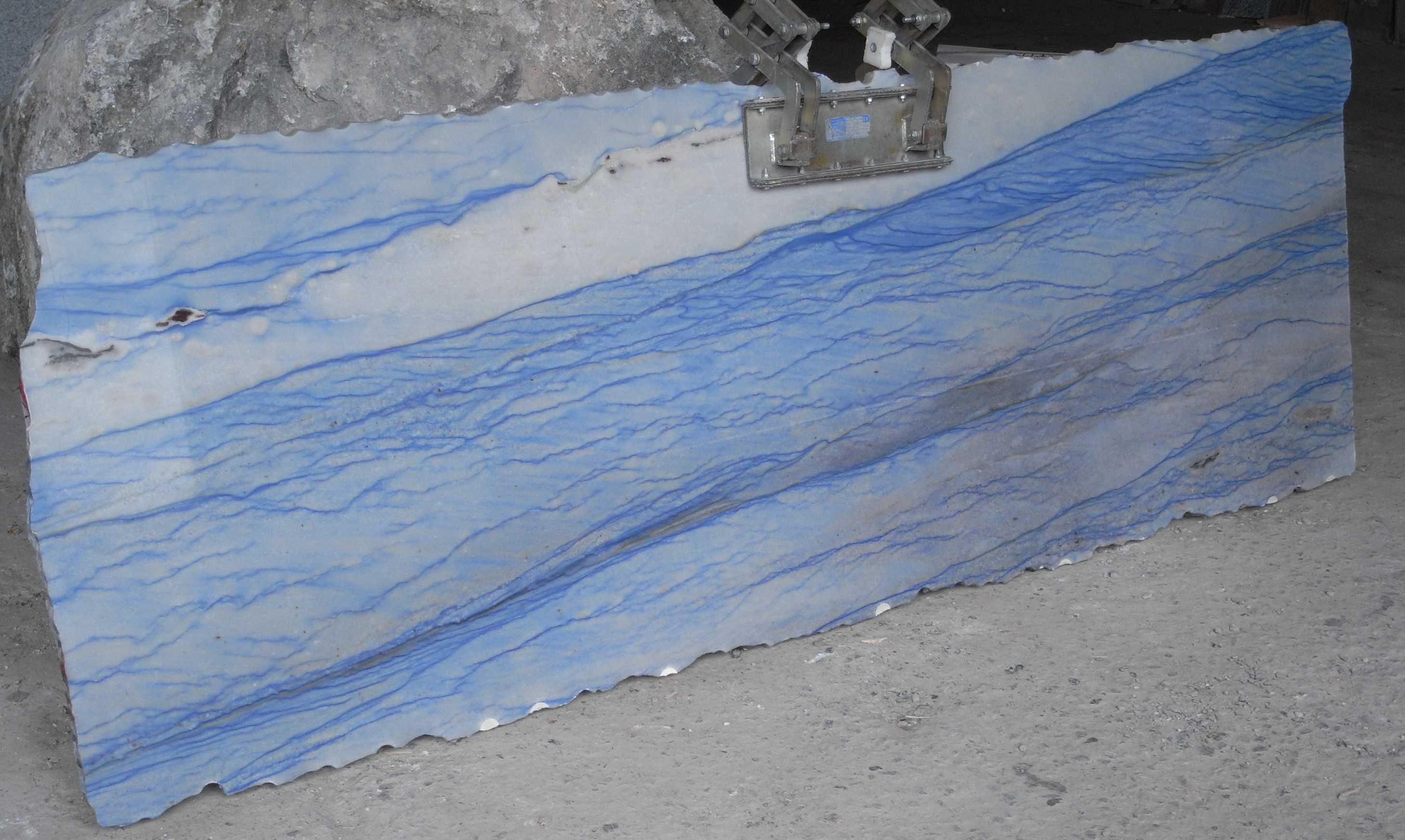
Dumortierit-Quarzit Azul do Macaubas (Brasilien), 260 cm × 90 cm

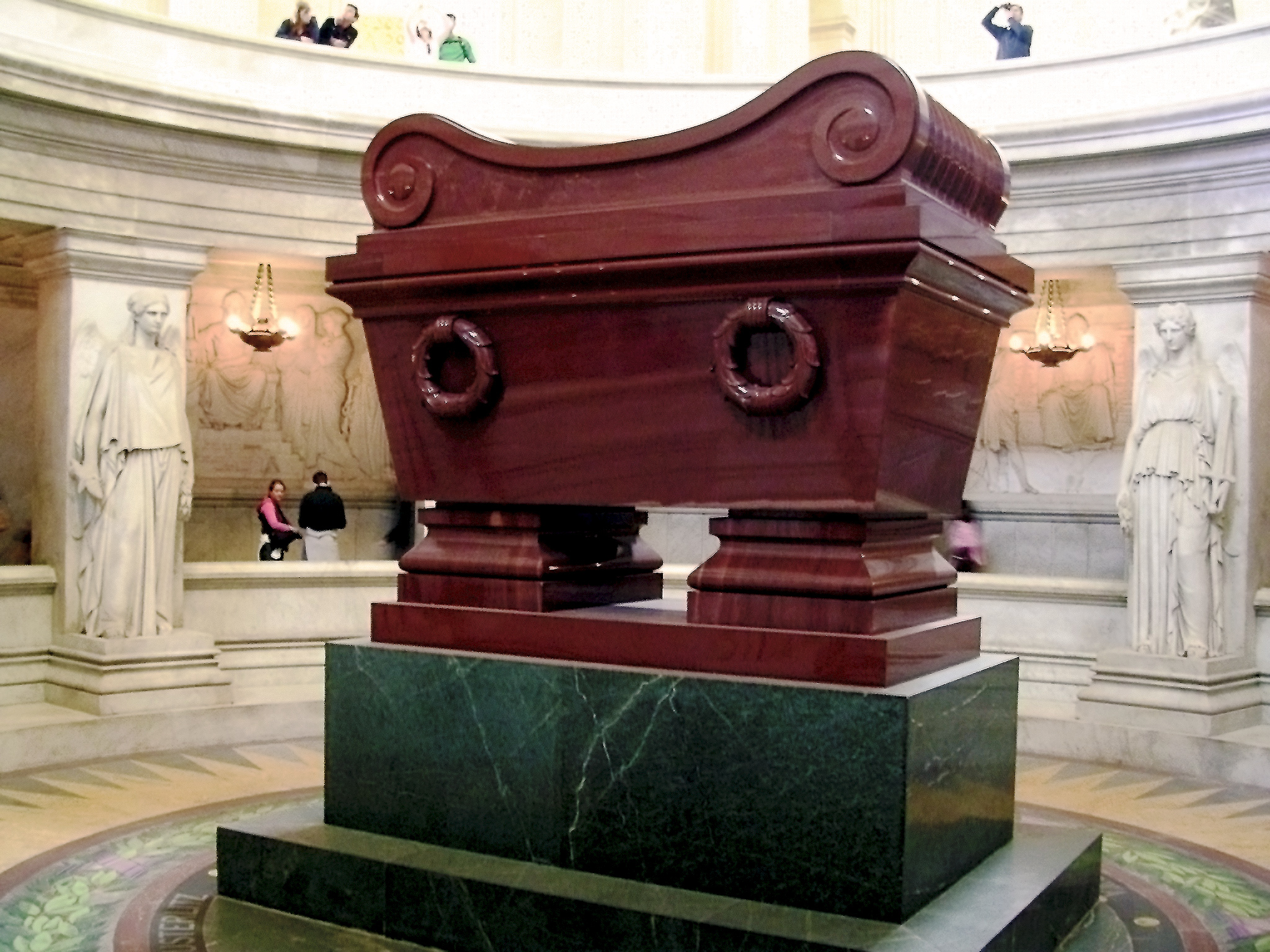
Napoleons Sarkophag im Invalidendom aus rotbraunem Schokschinsk-Quarzit

Quarzit ist weltweit verbreitet und in metamorph überprägten Orogenkomplexen ein häufiges Gestein. Vorkommen in Europa sind etwa die zahlreichen Quarzitvorkommen in den Alpen oder zum Beispiel die Quarzitvorkommen in Spanien (Córdoba, Segovia), Bulgarien (Balkangebirge) oder in Skandinavien. Quarzite kommen in vielen der alten Kratone vor, so unter anderem etwa am Jebel-Uweinat im Ost-Sahara-Kraton in Ägypten, im São-Francisco-Kraton in Brasilien oder in der Kaniapiskau-Supergroup des Labradorbeckens am Nordostrand des Superior-Kratons in Nordamerika. Quarzite findet man auch gelegentlich als eiszeitliches Geschiebe in Norddeutschland, sie stammen aus metamorphen Serien in Schweden und Norwegen. Die im Natursteinsektor von Deutschland am häufigsten verwendeten Gesteine dieser Gruppe sind der Alta Quarzit aus Alta (Norwegen) und die exklusiven und hochpreisigen blauen Sorten aus dem Bundesstaat Bahia in Brasilien (Azul Do Macaubas, Azul Imperial) sowie aus Skandinavien (Caribbean Blue).
Viele der gemeinhin als Quarzit bezeichneten Gesteine sind keine echten Quarzite, sondern durch Kieselsäure verfestigte Sandsteine. In Deutschland sind solche „Quarzite“ oder „Felsquarzite“ unter anderem der Taunusquarzit im Rheinischen Schiefergebirge zu beiden Seiten des Mittelrheintales im Taunus und im Hunsrück. Weitere Vorkommen befinden sich in der Eifel, im Westerwald und östlich davon in der Hörre. Des Weiteren ist Quarzitsandstein im Westharz aufgeschlossen; dort ist er leicht rötlich gefärbt und wird als Acker-Bruchberg-Quarzit bezeichnet. Außerhalb Deutschlands tragen ebenfalls viele verkieselte Sandsteine den Namen Quarzit, so etwa in der Bretagne (Armorikanischer Quarzit) oder die „Quarzite“ des Kambriums in der Montagne Noire (Mur quartzeux).
Ein nennenswertes Beispiel für europäische Dekorationsgesteine dieser Art ist die Sorte Schokschinsk aus einer Gewinnungsstelle am Westufer des Onegasees. Dieser Naturstein wurde u. a. für den Sarkophag Napoleons (Invalidendom) und für den oberen Portikus des Lenin-Mausoleums in Moskau verwendet.

## Wirtschaftliche Bedeutung und Verwendung

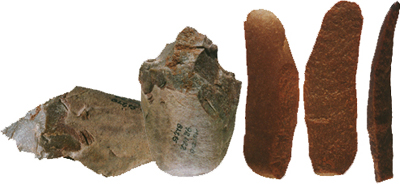
Steinwerkzeuge des oberen Paläolithikums, Mutzig, Frankreich

Aufgrund seiner Härte war Quarzit schon in der Steinzeit ein recht brauchbarer Ersatz für Feuerstein. Viele Werkzeugfunde aus dieser Zeit bestehen aus Quarzit, sowohl aus echtem Quarzit als auch aus hartem, verkieseltem Sandstein. Die Lübbensteine sind zwei Megalithanlagen aus der Jungsteinzeit, deren Entstehung in die Zeit um 3500 v. Chr. datiert werden kann. Ihr Material sind lokale Braunkohlenquarzite.
In Ägypten wurde verkieselter Sandstein, aber auch echter Quarzit, vielfach in Architektur und Kunst verwendet. Beispiele dafür sind die Särge der Hatschepsut oder des Tutenchamun, die aus einem großen Block gehauen wurden, oder die Memnonkolosse im Tempel des Amenophis III. in Luxor. Die antiken Abbauareale sind bis in die Zeit des Römischen Imperiums genutzt worden. Es handelt sich hauptsächlich um zwei Lokalitäten, am Gebel el-Ahmar (östl. Nilufer) nordöstlich von Kairo sowie am Gebel Gulab/Gebel Tingar (westl. Nilufer) bei Assuan. An den genannten Erhebungen sind jeweils mehrere Gewinnungsstellen nachweisbar. Es wurde u. a. mit Doleritwerkzeugen gearbeitet.
Quarzit ist heute ein Rohstoff für die quarzverarbeitende Industrie. Für die normale Glasherstellung werden keine Quarzite, sondern Granitgrus verwendet. Fein gemahlen wird Quarzit für die Herstellung optischer Spezialgläser verwendet oder als Füllstoff bei der Herstellung von feuerfestem Material. Besondere Bedeutung besitzt Quarzit heute im Baubereich.

## Quarzit als Naturwerkstein
Insbesondere als Naturstein finden viele Quarzite Verwendung. Im Handel existieren zahlreiche Varietäten, die unter eigenen Namen gehandelt werden.

### Quarzit im Innenbereich
Hochdichte Spaltquarzite wie Alta Quarzit finden in hochbelasteten Bereichen als Bodenbelag ihre Anwendung (zum Beispiel am Flughafen Leipzig), meist in naturrauer Ausbildung, seltener in geschliffener Form. Als Küchenarbeitsplatte kommen Blockquarzite zur Anwendung.
Die Eignung als Dekorbaustoff hängt nicht so stark von der Mineralzusammensetzung ab, sondern eher vom Metamorphosegrad und der Porenradienverteilung. Wasaquarzit in Rot und Azul do Macaubas in Blau sind relativ stabile Gesteine. Rosa Quarzit aus Brasilien wird kaum noch verwendet, da er sich einerseits durch Mörtelwasser irreversibel verfärben kann und durch die ungünstige Porenradienverteilung flüssigen Schmutz sehr leicht aufnimmt. Wie bei jedem Umwandlungsgestein ist die Mineralstruktur inhomogen. Gesteine wie Azul do Macaubas können das Mineral Serizit enthalten, das instabil ist. Mit Wasser und CO2 bilden sich in diesem und anderen Quarziten weiße Flecken, die nicht mehr entfernbar sind. Nassbereiche sollten deshalb nicht mit diesem Quarzit ausgeführt werden. Einige Varietäten wie Alta Quarzit oder Albino Yellow aus Brasilien sind dagegen im Bad relativ problemlos zu verwenden.

### Quarzit im Außenbereich

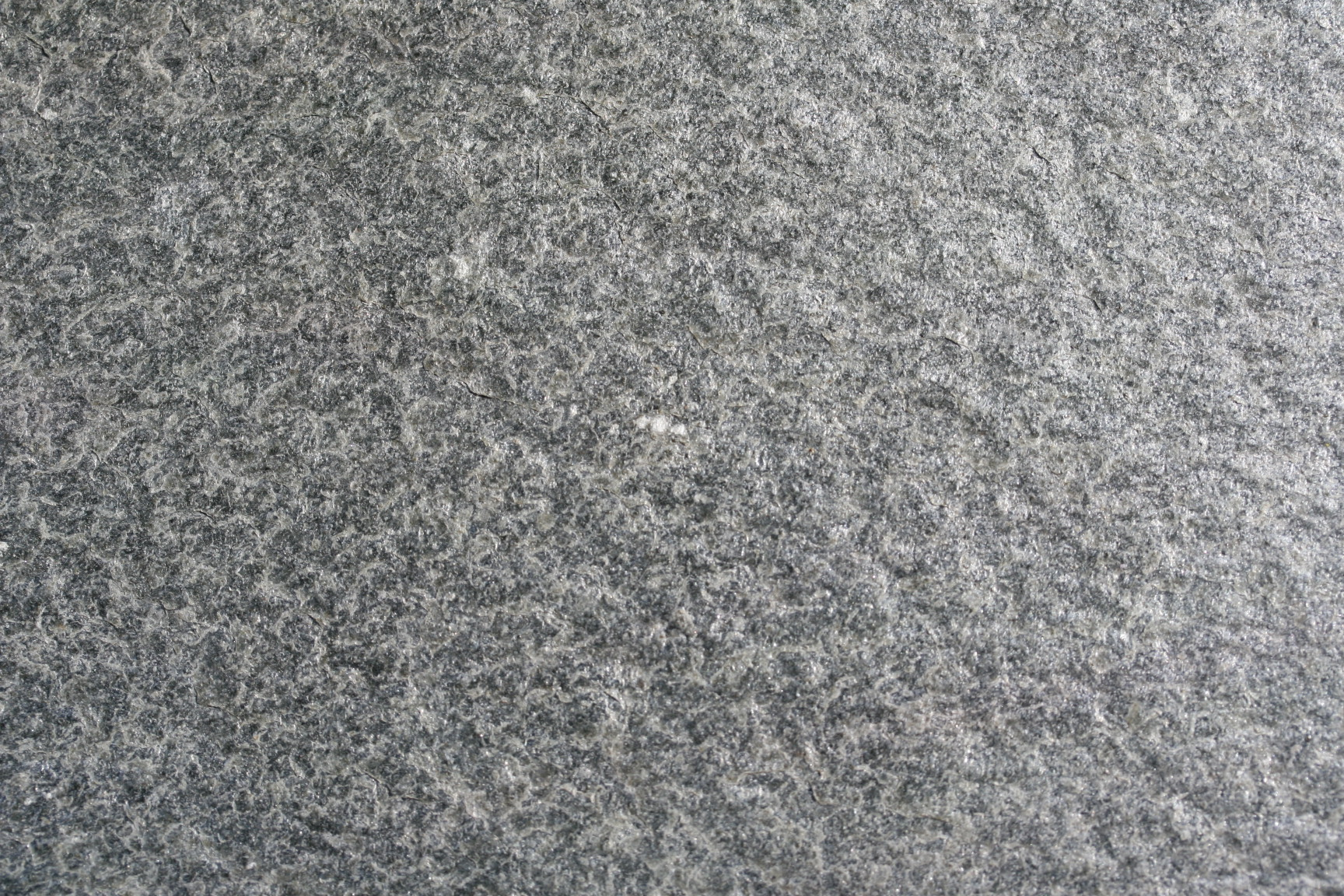
Alta-Quarzit, spaltrau, 23 cm × 15 cm, Alta

Auch hier ist Alta Quarzit ein sehr beständiges Material. Die geringe Porosität führt bei diesem Quarzit dazu, dass sich auch auf der Wetterseite keine Moose festsetzen können. Je nach Porosität können bestimmte Quarzitsorten durchaus durch mikrobiologische Besiedlung, Frostwechsel und Tausalz gesprengt werden.

### Chemische Beständigkeit
Generell sind die Quarze relativ stabil, die farbgebenden Komponenten sind meistens der Schwachpunkt im Hinsicht auf die Beständigkeit gegenüber Chemikalien. Gelbliche Quarzite reagieren zum Teil sehr empfindlich auf Salz- oder Phosphorsäure. Flusssäure greift generell Quarzite an. Amidosulfonsäure kann dagegen bedenkenlos zur Kalkentfernung eingesetzt werden.
Im alkalischen Bereich gilt das fast genauso. Universalgrundreiniger auf Ammoniakbasis, die einen max. pH-Wert von 10,5 erreichen, greifen im Allgemeinen Quarzite nicht an. Hochalkalische Produkte, die Natron- oder Kalilauge enthalten, schädigen nicht nur die Quarze, sondern auch hier wieder die farbgebenden Mineralien. Haushaltsmittel wie Backofenreiniger enthalten schädigende Hochalkalien. Zu den Hochalkalien gehört auch Calciumhydroxid aus dem Mörtel, das Eisenmineralien aufbrechen kann. Dadurch kann mit dem Transportmittel Wasser freies Eisen an die Oberfläche transportiert werden, das dort mit dem Sauerstoff sichtbare Eisenoxide bildet.

### Besonderheiten bei der Verlegung
Ist das Gestein hochdicht, d. h. sehr geringporös, sollte davon ausgegangen werden, dass ein Haftanstrich auf den Unterseiten und unter Umständen auch an den Kanten der Platten notwendig ist. Ein Abriss vom Mörtelbett ist bei hochdichten Quarziten nicht selten. Ursache dafür ist die mangelnde mechanische Verzahnung des ausgehärteten Mörtels mit dem Quarzit aufgrund der geringen Porosität. Bei Rosa Quarzit treten sehr häufig chemisch bedingte Verfärbungen durch die Verlegemittel auf – dafür ist die Mörtelhaftung sehr gut. Deshalb sollte vor einer Verlegung von Quarziten der Mörtelhersteller kontaktiert werden. In Außenbereichen oder auf Fußbodenheizungen ist die Wärmeausdehnung ein weiterer wichtiger Faktor. Quarzite haben den höchsten Ausdehnungskoeffizienten aller technisch verwendeter Natursteine. Das sollte bei der Bemessung der Dehnungsfugen und der Auswahl der Unterkonstruktion berücksichtigt werden.

### Natursteinsorten
- Alta Quarzit (Norwegen, Alta)
- Azul Do Macaubas (Brasilien, Bahia)
- Azul Imperial (Brasilien, Bahia)
- Glitterstone (Simbabwe)
- Kalpetranquarzit (Schweiz, Wallis)
- Masi (Norwegen, Finnmark)
- Rauris Grün (Österreich, Rauris)
- Rosa Quarzit (Brasilien, Bahia)
- Schokscha-Quarzit (Russland, Karelien)
- Wasaquarzit (Schweden)

## Quarzit-Oberflächen

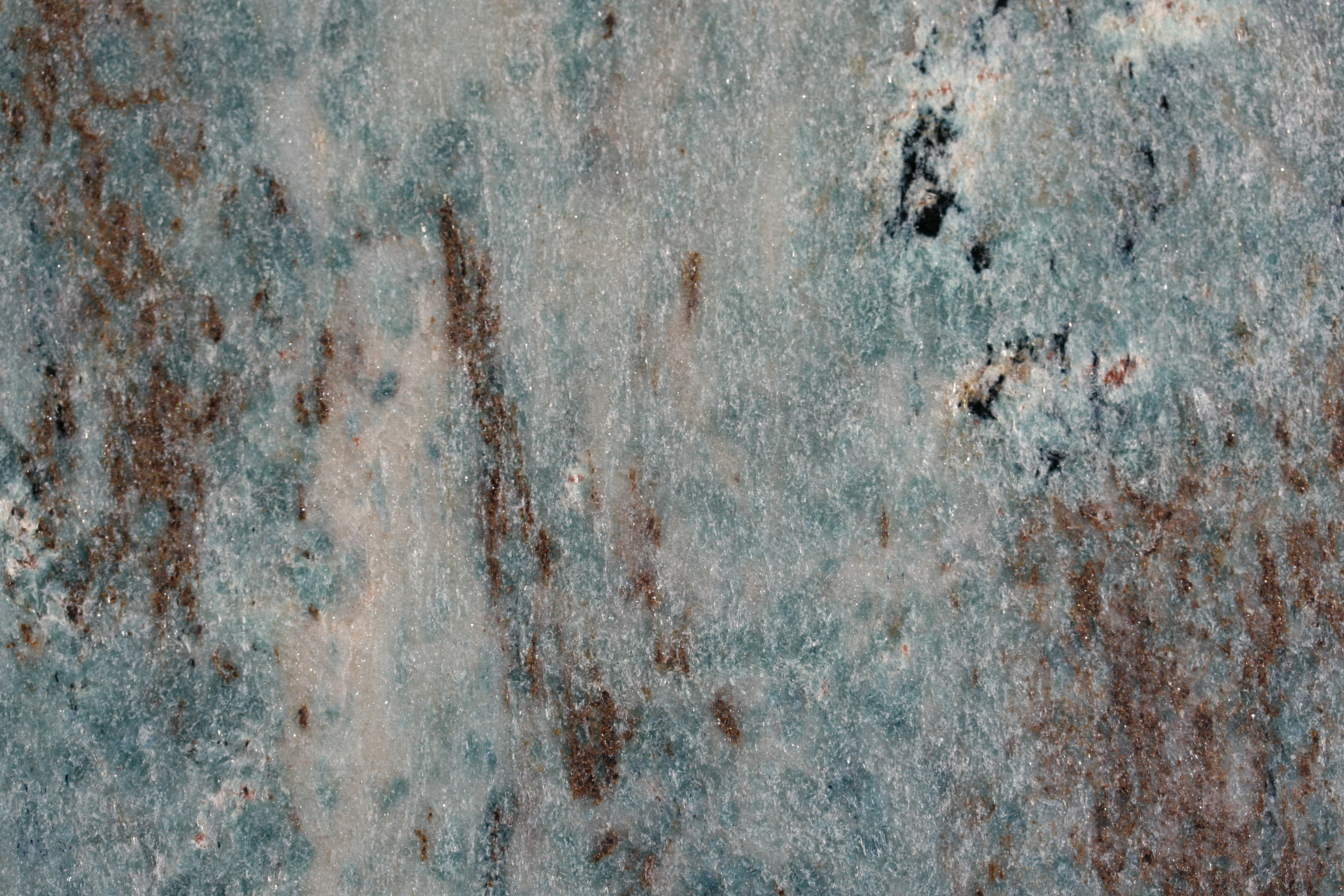
Caribbean Blue, poliert, 23 cm × 15 cm, Karlstad (Schweden)
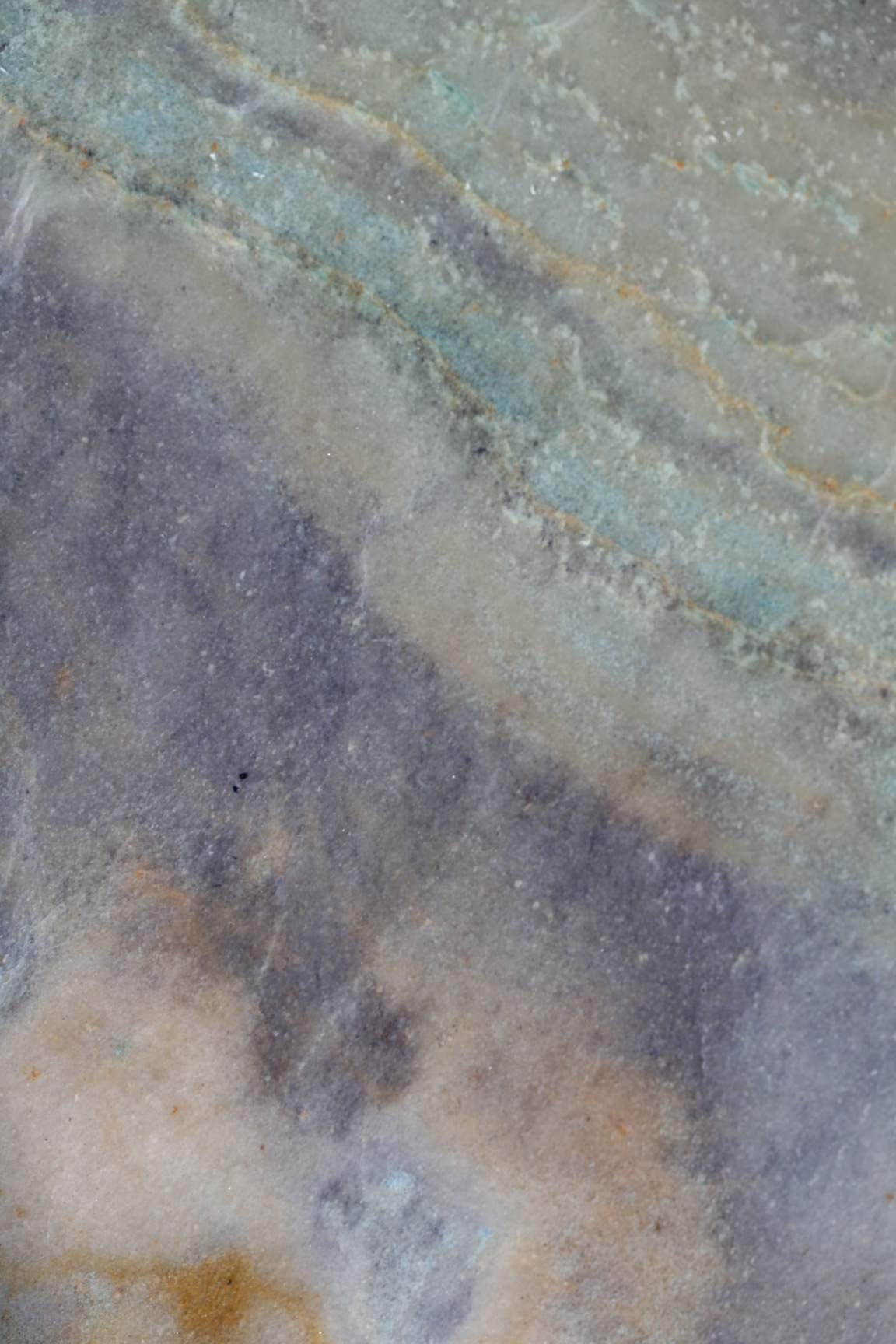
Azul Imperial, poliert, 22 cm × 14 cm, Boquira, Bahia (Brasilien)
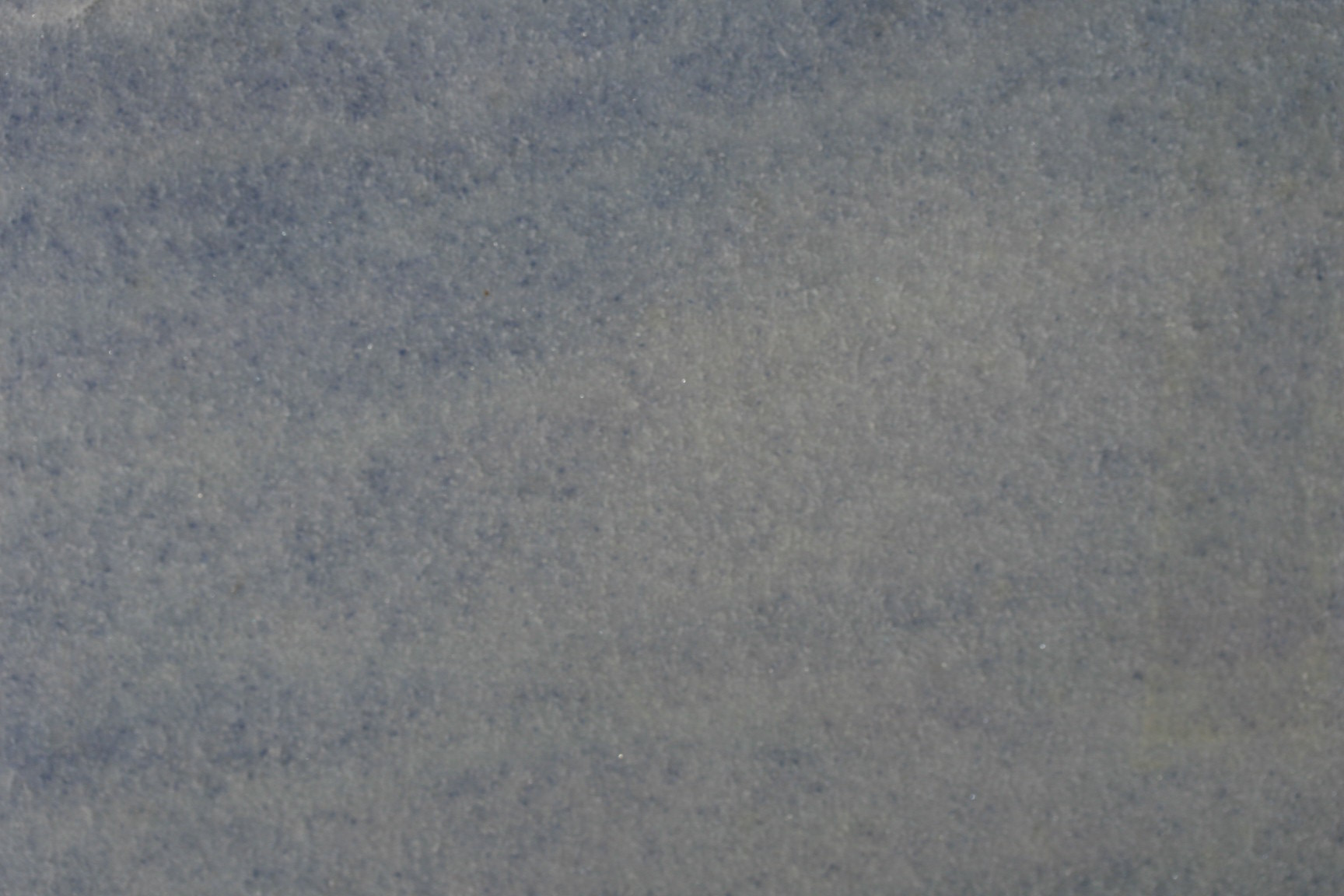
Azul do Macaubas, poliert, 22 cm × 15 cm, Macaubas, Bahia (Brasilien)
Rosa Quarzit, poliert, 23 cm × 15 cm, Lencois, Bahia (Brasilien)
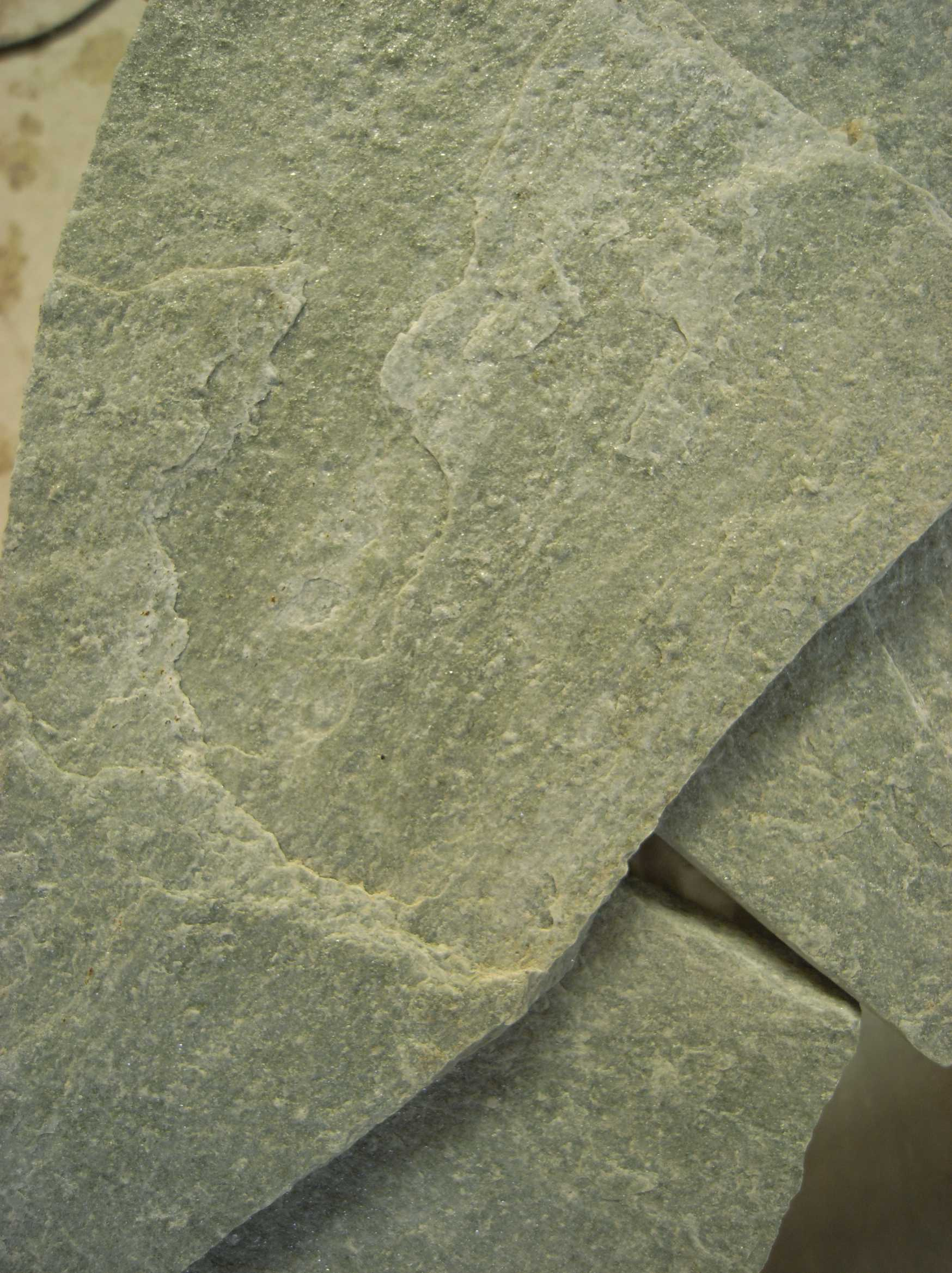
Spaltplatten aus Kalpetranquarzit, Wallis (Schweiz)